# 宿町 (横浜市)
宿町（しゅくちょう、英: Shuku-chō）は横浜市南区の町名。現行行政地名は宿町1丁目から宿町4丁目（字丁目）で、住居表示は未実施。面積は0.076km2。

## 地理
鎌倉街道（神奈川県道21号横浜鎌倉線）の北側に北東～南西に細長い町域を持ち、北東が1丁目となっている。北西の花之木町、南東の宮元町に挟まれ、南西は中島町、北東は大岡川・中村川・首都高速を挟み南太田・山王町・吉野町に接している。1丁目北東側には、花之木町にまたがる蒔田公園がある。北東隅は大岡川と中村川の分派点があり、山王町との間の中村川に葭谷橋が掛かる。

## 歴史

### 沿革
かつての久良岐郡蒔田村の一部で、1889年（明治22年）4月1日に周辺の村と合併、大岡川村大字蒔田となり、1911年（明治44年）に横浜市に編入された。1928年（昭和3年）9月1日に中区蒔田町・南吉田町の一部から新設。町名はこの地が蒔田村の中心地で、金沢往還の宿場がおかれていたことに由来する。1943年に中区から南区が分離した事により、南区宿町となる。1945年5月の横浜大空襲で被災し、同年に町の東側半分が接収を受ける。1956年に返還され、跡地の東端は蒔田公園となった。

## 世帯数と人口
2024年（令和7年）6月30日現在（横浜市発表）の世帯数と人口は以下の通りである。
| 丁目      | 世帯数    | 人口    |
| --------- | --------- | ------- |
| 宿町1丁目 | 298世帯   | 518人   |
| 宿町2丁目 | 498世帯   | 705人   |
| 宿町3丁目 | 269世帯   | 399人   |
| 宿町4丁目 | 103世帯   | 179人   |
| 計        | 1,168世帯 | 1,801人 |

### 人口の変遷
国勢調査による人口の推移。
| 年                 | 人口  |
| ------------------ | ----- |
| 1995年（平成7年）  | 1,198 |
| 2000年（平成12年） | 1,317 |
| 2005年（平成17年） | 1,644 |
| 2010年（平成22年） | 1,686 |
| 2015年（平成27年） | 1,771 |
| 2020年（令和2年）  | 1,795 |

### 世帯数の変遷
国勢調査による世帯数の推移。
| 年                 | 世帯数 |
| ------------------ | ------ |
| 1995年（平成7年）  | 664    |
| 2000年（平成12年） | 665    |
| 2005年（平成17年） | 888    |
| 2010年（平成22年） | 952    |
| 2015年（平成27年） | 1,018  |
| 2020年（令和2年）  | 1,091  |

## 学区
市立小・中学校に通う場合、学区は以下の通りとなる（2024年11月時点）。
| 丁目      | 番地 | 小学校             | 中学校             |
| --------- | ---- | ------------------ | ------------------ |
| 宿町1丁目 | 全域 | 横浜市立日枝小学校 | 横浜市立共進中学校 |
| 宿町2丁目 | 全域 | 横浜市立蒔田小学校 | 横浜市立蒔田中学校 |
| 宿町3丁目 | 全域 | 横浜市立蒔田小学校 | 横浜市立蒔田中学校 |
| 宿町4丁目 | 全域 | 横浜市立蒔田小学校 | 横浜市立蒔田中学校 |

## 事業所
2021年（令和3年）現在の経済センサス調査による事業所数と従業員数は以下の通りである。
| 丁目      | 事業所数  | 従業員数 |
| --------- | --------- | -------- |
| 宿町1丁目 | 14事業所  | 53人     |
| 宿町2丁目 | 58事業所  | 682人    |
| 宿町3丁目 | 26事業所  | 173人    |
| 宿町4丁目 | 7事業所   | 99人     |
| 計        | 105事業所 | 1,007人  |

### 事業者数の変遷
経済センサスによる事業所数の推移。
| 年                 | 事業者数 |
| ------------------ | -------- |
| 2016年（平成28年） | 110      |
| 2021年（令和3年）  | 105      |

### 従業員数の変遷
経済センサスによる従業員数の推移。
| 年                 | 従業員数 |
| ------------------ | -------- |
| 2016年（平成28年） | 1,052    |
| 2021年（令和3年）  | 1,007    |

## 施設
- 横浜宿町郵便局[18]
- 日本年金機構 横浜南年金事務所[19]

## その他

### 日本郵便
- 郵便番号 : 232-0017[3]（集配局：横浜南郵便局[20]）

### 警察
町内の警察の管轄区域は以下の通りである。
| 番・番地等 | 警察署   | 交番・駐在所 |
| ---------- | -------- | ------------ |
| 全域       | 南警察署 | 通町交番     |